# Мерседес Макејмбриџ
Мерседес Макејмбриџ (енгл. Mercedes McCambridge) је била америчка глумица, рођена 16. марта 1916. године у Џолијету, а преминула 2. марта 2004. године у Ла Хоји.